# Paparazzi: Eye in the Dark
Paparazzi: Eye in the Dark es una película de misterio romántico de 2011 dirigida por Bayo Akinfemi y protagonizada por Van Vicker, Koby Maxwell, Tchidi Chikere, Syr Law, JJ Bunny y Chet Anekwe. Inicialmente programada para un lanzamiento directo a video, en febrero de 2011 se realizó un lanzamiento teatral limitado en varias ciudades.

## Sinopsis
El aspirante a fotógrafo Rich Amarah (Van Vicker) sueña con hacer su fortuna a través de su arte, pero encuentra más lucrativo ser un astuto espía paparazzi. La película describe como una imagen accidental de Rich expone un infame misterio de asesinato. 

## Elenco
- Van Vicker como Rich Amarah
- Koby Maxwell como Mr Maxx
- Tchidi Chikere como Jimmy
- Syr Law como Pearl
- Chet Anekwe como Davis
- Bayo Akinfemi como Pat
- JJ Bunny como Jackie
- Princesa Pursia como Donna

## Producción
Con un bajo presupuesto de seis cifras y filmada en 19 días, es conocida en el mercado de Nollywood USA como la película que cambió el aspecto y sonido de Nollywood al introducir un enfoque más occidental de la calidad de producción. Los realizadores emplearon la experiencia de un cineasta estadounidense para actuar como director de fotografía y editor.